# Les Routes de l'esclavage
Album musical de Jordi Savall.
Les Routes de l'esclavage est une série télévisée documentaire en quatre épisodes de 52 minutes ayant trait à l'histoire de l'esclavage. Les auteurs et réalisateurs sont Daniel Cattier et Juan Gélas, la productrice est Fanny Glissant. La série estcoproduite notamment par la Compagnie des phares et balises et diffusée en mai 2018 par Arte et France Ô. Au Canada, elle est également diffusée sur les ondes de Savoir média.

## Synopsis
La série retrace l'histoire de l'esclavage depuis le début du Moyen Âge européen jusqu'à la fin du système esclavagiste en 1888. Elle couvre une large horizon géographique, s'intéressant aussi bien aux Antilles, aux États-Unis, à l'Afrique de l'Ouest qu'à l'Afrique de l'Est ou centrale ou au Brésil ainsi qu'aux conséquences de cette histoire sur les sociétés contemporaines.
Sur la base d'une étude menée dans huit pays, la collection documentaire se compose de 4 épisodes :

### Épisode 1: 476 -1375: Au-delà du désert
Le premier volet de la série s'intéresse aux débuts du Moyen Âge. Les Grecs, les Romains et après eux les Arabes ont recours à des prisonniers slaves comme main-d'œuvre servile : c'est du mot « slave » que vient le mot français « esclave ». Peu à peu, les Arabes se tournent vers l'Afrique comme réserve d'esclaves bon marché. L'islam interdit de réduire en esclavage un musulman, ce qui mène les marchands d'esclaves arabo-musulmans à chercher au-delà des limites de l'expansion musulmane pour trouver des populations à réduire en esclavage. Déjà connue dans les territoires à l'est du continent Africain (dans les territoires de Nubie, d'Éthiopie et de Zandj; pour des transports allant principalement vers Bagdad), Tombouctou devient une plaque tournante de cette traite orientale (vers le Caire, nouveau centre économique de l'empire). Le documentaire s'intéresse à cet effet aux premiers traits caractéristiques de la justification de l'esclavagisme : créer un "autre", presque non-humain, comme cela a été fait pour les populations africaines noires dans le sud de l'Empire du Mali.
À partir du XIVᵉ siècle, ce sont les pays européens, à commencer par le Portugal qui s'intéressent à l'Afrique comme réservoir de main-d'œuvre servile : la traite occidentale, ou commerce triangulaire, va s'organiser peu à peu.

### Épisode 2: 1375-1620: Pour tout l’or du monde

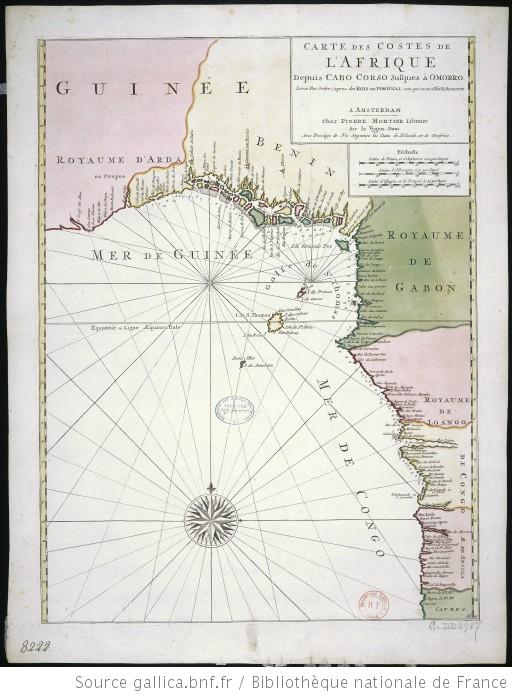
L'archipel de São Tomé sur une carte du XVIIe siècle.

Le second volet de la série s'intéresse aux débuts de la mise en place du commerce triangulaire. Le documentaire détaille en particulier la façon dont les Portugais mettent en place un système esclavagiste extrêmement rentable sur l'île de São Tomé. Les Portugais découvrent l'île et la choisissent pour son emplacement stratégique, à la fois bien situé pour créer une route commerciale entre l'Afrique de l'Ouest et l'Europe, et éloignée des colonies des autres pays européens. Le Portugal passe un accord avec le Royaume du Kongo pour y acheter des Africains qui deviennent esclaves sur São Tomé. Ces esclaves sont exploités comme main-d'œuvre sur un nouveau type de culture : une plantation sucrière. Sur l'île se met en place une société esclavagiste qui sert de "laboratoire" au futur commerce triangulaire. Cette expérience sert de modèle aux autres pays européens et aux États-Unis, concurrents du Portugal, qui vont imiter les Portugais. Le documentaire évoque également les révoltes d'esclaves sur l'île : les esclaves révoltés forment des organisations appelées les Mocambo. Pour lutter contre les révoltes, les esclavagistes créent des métis, les Forros, issus de viols de femmes noires par des hommes blancs. Les Forros, ou "enfants de la terre", sont élevés pour défendre les intérêts des colons. En 1595-1596, la révolte menée par Amador ensanglante l'île. Les Portugais abandonnent alors leur exploitation à São Tomé, pour mieux reconstruire le même système de l'autre côté de l'Atlantique au Brésil et dans les îles Caraïbes.

### Épisode 3: 1620-1789: Du sucre à la révolte
Le troisième volet de la série évoque le système du commerce triangulaire mis en place par les pays d'Europe et les États-Unis afin d'exploiter le sucre. Ce système entraîne la déportation de plus de sept millions d'Africains vers l'Europe, les Amériques et les Caraïbes, où ils fournissent une main-d'œuvre à bas coût, corvéable et remplaçable à volonté, dans les colonies. Le documentaire détaille les conditions inhumaines dans lesquelles ces Africains sont déportés à bord des navires négriers puis exploités par les colons. Les nombreuses tentatives de révoltes ou de fuite, à bord des navires ou dans les colonies, sont punies par des tortures et des peines publiques spectaculaires afin de provoquer la peur et de servir de dissuasion. De nombreux ports de la côte atlantique, au Royaume-Uni, en France et au Portugal, deviennent des ports négriers. Le Royaume-Uni dispose d'un avantage sur ses concurrents : son système bancaire plus développé, qui rend plus facile l'alliance entre les banques et les grandes compagnies d'assurance comme la Lloyds en vue de couvrir les risques de la construction et de la navigation des navires négriers. Des forteresses sont construites par les États afin de surveiller les colonies, aussi bien contre les révoltes d'esclaves que contre la convoitise des pays concurrents. Le documentaire se termine par l'évocation des différents facteurs qui causent le déclin du système esclavagiste : la multiplication des révoltes et les efforts des abolitionnistes qui sont de plus en plus nombreux à dénoncer l'horreur de la traite négrière. Le documentaire évoque enfin la façon dont le commerce triangulaire a créé les catégories racistes de "Noirs" et de "Blancs", toujours utilisées actuellement.

### Épisode 4 : 1789-1888 : Les nouvelles frontières de l’esclavage

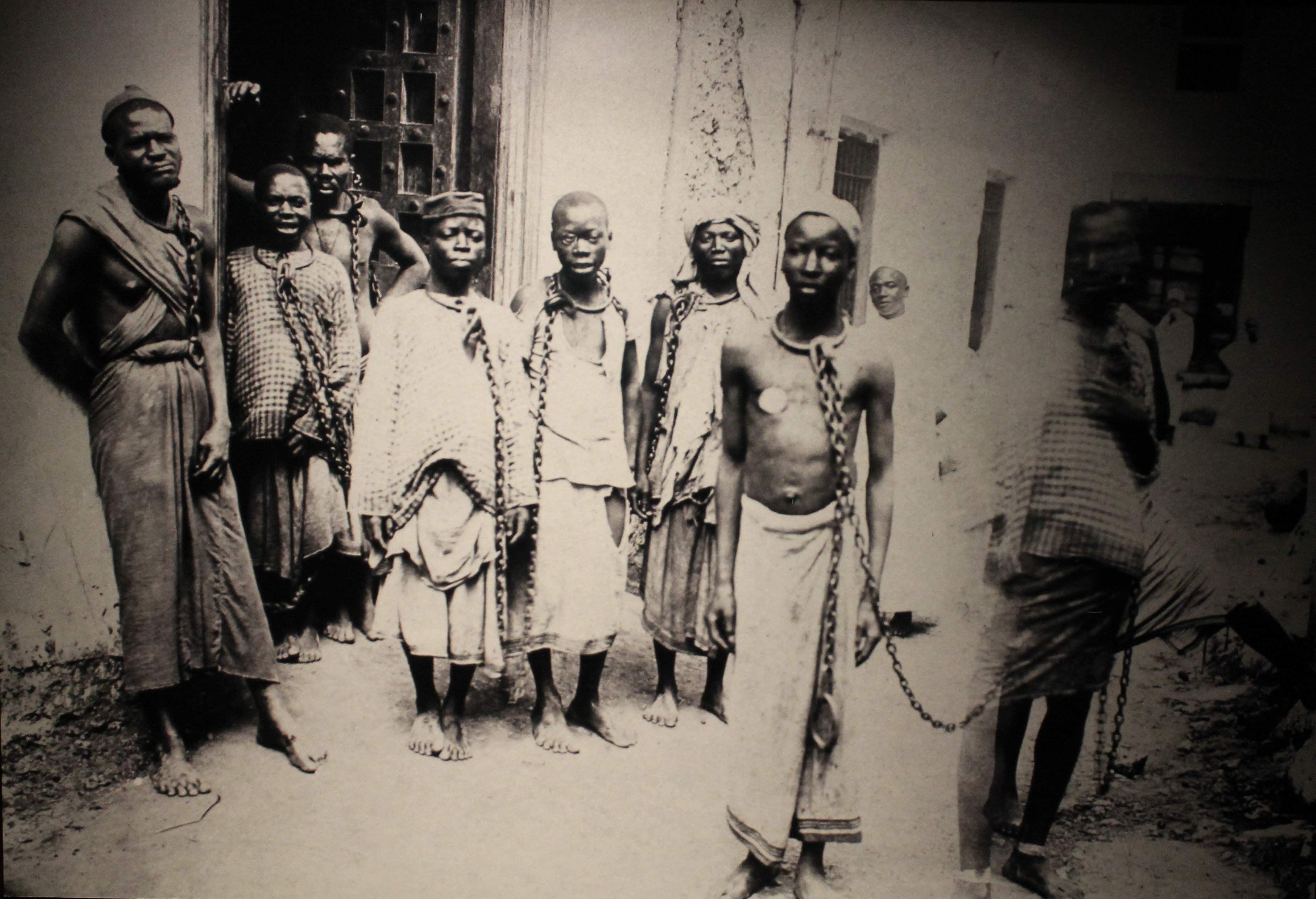
Captifs sur le marché aux esclaves de Zanzibar (deuxième tiers XIXe siècle).

## Fiche technique
- Titre : Les Routes de l'esclavage
- Auteurs réalisateurs : Daniel Cattier, Juan Gélas
- Productrice : Fanny Glissant
- Scénario : Frédéric Gazeau, Sandrine Gregor
- Conseillers historiques : Catherine Coquery-Vidrovitch et Eric Mesnard
- Image : Thomas Letellier, Antoine Monod
- Montage : Audrey Maurion
- Animation : Olivier Patté[5]
- Musique originale : Jérôme Rebotier
- Compagnies de production : Compagnie des phares et balises, Kwassa Films, LX Filmes, Arte France, RTBF, RTP, INRAP
- Format : couleur, HD
- Durée : 4 épisodes de 52 minutes chacun
- Date de première diffusion : France : 1er mai 2018 sur la chaine Arte

## Élaboration de la série
Les routes de l'esclavage est une œuvre collective née de la rencontre entre la productrice Fanny Glissant et deux auteurs et réalisateurs de documentaires : Daniel Cattier et Juan Gélas et Fanny Glissant. Cette multiplicité de points de vue a permis d'appréhender l'esclavage dans sa globalité, en dépassant les stéréotypes, les idées reçues et les a priori sur la culture de l'autre. Daniel Cattier, né en Belgique mais d'origine sud-africaine, est cinéaste et conseiller médiatique, spécialisé dans la communication interculturelle. Après des études d’histoire et de sciences politiques, il a débuté comme chercheur pour Channel 4. Il a auparavant réalisé la série Kongo. Les Grandes illusions, diffusée notamment sur Arte, TV5 e, la RTBF. Juan Gélas est auteur réalisateur de documentaires et de reportages. Il a fait des études de journalisme à l'Institut de Journalisme Bordeaux Aquitaine Il réalise des documentaires et des reportages pour les télévisions française et britannique depuis 30 ans. Il est réalisateur et coauteur avec l'historien Pascal Blanchard de la série documentaire Noirs de France, diffusée en 2012 sur France 5, Prix du Meilleur documentaire de télévision 2012 - Prix du syndicat Français de la critique et Prix de la Meilleure utilisation d'archive en documentaire 2012 - FOCAL International Awards - Londres Fanny Glissant, quant à elle, a mené des études à Sciences Po et à Santiago College avant de travailler au FIPA. elle coproduit le documentaire Protestants de France. Elle apparaît dans le film Aurore de Blandine Lenoir sorti en 2017.
Pour la productrice Fanny Glissant, « l’esclavage, c’est le socle de la mise en place du capitalisme. C’est tout, c’est comme ça. Le capitalisme, de façon mécanique, à partir du moment où il cherche à produire des produits manufacturés à bas coût pour faire un maximum de profits, il génère forcément un système qui amène à ce que la main-d’œuvre soit la moins payée possible. La fin de cette idée, c’est forcément l’esclavage, soit la négation totale de la rétribution ». Pour la productrice Fanny Glissant, « En France, après la loi Taubira de 2001, une nouvelle génération d’historiens ont décidé de sortir de leur histoire nationale et de commencer à échanger leurs travaux avec d’autres historiens de par le monde, pour tenter d’établir une histoire globale de l’esclavage ». L’une des idées centrales du documentaire est de rappeler que ce n’est pas le racisme qui a précédé l’esclavage, mais l’inverse. 
Cette série documentaire centrée sur les dimensions économiques et géographiques est le résultat d'une collaboration de quatre ans. Les conseillers historiques sont Catherine Coquery-Vidrovitch et Eric Mesnard. Près de 40 historiens du monde entier participent aux films, notamment l’historien sénégalais, Ibrahima Thioub, l’historienne française Catherine Coquery-Vidrovitch, l'historien portugais António de Almeida Mendes et l’historien américain Marcus Rediker. La série est rythmée par des entretiens avec les historiens suivants : Antonio de Almeida Mendes, Edward Alpers, Izequiel Batista de Souza, Sven Becker, Vincent Brown, Isabella Castro Henriques, Catherine Coquery-Vidrovitch, Myriam Cottias, Chouki El Hamel, Joseph Délide, Pierre Dockès, David Eltis, Catherine Hall, Aline Helg, Sylvia Hunold Lara, Martha S. Jones, Doulaye Konaté, Paul E. Lovejoy, Hebe Mattos, Elikia M'Bokolo, G. Ugo Nwokeji, Craig Perry, Marcus Rediker, Frédéric Régent, Filipa Ribeiro Da Silva, Jean-Pierre Sainton, Suzanne Schwarz, Abdul Sheriff, Ibrahima Thioub, Dale Tomich, Salah Trabelsi[réf. nécessaire]. 
Les animations de la série sont réalisées par Olivier Patté. 
Voix du commentaire : Gaël Kamilindi, Mathieu Amalric, Jérémie Renier, Gaël Faye, Aïssa Maïga, Serge Hazanavicius, Alex Descas, Jean-Michel Martial, Clément Manuel, David Baiot, Édouard Montoute, Clarisse Dracon, Thierry Blanc, Damien Ferrette

## Accueil critique
Le quotidien Le Monde considère Les Routes de l'esclavage comme une ample fresque ambitieuse dont « l’évocation strictement chronologique permet d’appréhender ce système criminel et la manière dont il a façonné l’identité planétaire, offrant une vision synthétique qui ne privilégie aucune vision nationale ». L'hebdomadaire culturel Télérama évoque « un travail pédagogique dense, précis et essentiel, qui offre des clés pour comprendre les enjeux contemporains de cet héritage commun » et apprécie « d'émouvantes séquences d'animation ».